# デニス・フォルト
デニス・フォルト（Dennis Falt、1948年2月1日 - ）は日本で活動する男性声優・俳優である。

## 人物
アメリカ合衆国カリフォルニア州サン・カルロス出身。
1980年代には日本のテレビドラマに出演したこともあるが、1990年代以降は主に声優として活動している。
1997年、NHK教育番組の英語であそぼ（現・えいごであそぼ）を体調不良を理由に降板したジェリー伊藤の後任として顔出し出演。

## 出演作品

### テレビ
- NHK大河ドラマ「山河燃ゆ」（1984年、米陸軍大尉 役）
- 月曜・女のサスペンス 夏樹静子トラベルサスペンス「青函特急から消えた男」（1988年、雑誌記者ジェームス・コールマン 役）
- 英語であそぼ（現・えいごであそぼ）（1995年 - 1998年、アンクル・デニス役、ハト吉の声　1998年 - 2001年、エディ・エックスの声として出演）
- 憲法はまだか（1996年、チャールズ・ケーディス大佐 役）

### 劇場版アニメ
- ドラえもん のび太の南海大冒険（1998年、海賊C 役）

### 舞台
- おかあさんといっしょとゆかいななかま〜わくわく大行進〜（1999年3月19日、エディ・エックスの声）

### CM
- サントリーマグナムドライ（チャールズ・ブロンソン似の男 役）